# Канкун
Канкун (шп. Cancún, маја Kaank'uun) је град у Мексику у савезној држави Кинтана Ро. Налази се на полуострву Јукатан, на обали Карипског мора. У близини је острво Мухерес (Острво жена) до кога се из Канкуна стиже трајектом. Према процени из 2020. у граду је живело 628.306 становника.
Канкун је познат широм света као туристички центар. Банка Мексика је 1967. пројектовала развој овог места као туристичке зоне. Тада је овде живело свега око 120 људи. Град је основан 20. априла 1970. Практично, место се састоји из два одвојена, и сасвим различита дела: градске зоне и хотелске зоне.

## Историја
Канкун се налази на главном ударном подручју урагана.
Ипак, од свог оснивања, град су погодила само два урагана:
- ураган Гилберт (1988)
- ураган Вилма (2005)

Ураган Дин (2007) је прошао на неких 300 km од Канкуна, али је и његов утицај могао да се осети у граду.

### Ураган Вилма
Ураган Вилма је 21. октобра 2005. стигао на обале Мексика као ураган категорије 4, са ветровима брзине око 240 km/h.
Поједина места су била под ударом ветрова и цела 24 часа.
Када је 23. октобра ураган напустио Јукатан, имао је снагу категорије 2.
За собом је у подручју Канкуна оставио најмање 3 жртве и више несталих особа.
Штета је процењена на између 5 и 8 милијарди америчких долара.
Око 13 km плажа је било потпуно спрано и сведено на голе стене.
Опоравак је ипак био изузетно брз.
Светска туристичка организација Уједињених нација је узела пример опоравка Канкуна као модел за сличне будуће катастрофе у свету.
Између осталог, ангажована је белгијска компанија која је црпела песак из отвореног мора, а онда га испумпавала на плаже Канкуна.
Захваљујући томе, плаже су сада у просеку дупло шире него што су биле раније (сада су широке око 40 m).
Такође, у граду је инсталиран систем саобраћајног осветљења (семафори) који је отпоран на урагане.

## Географија

### Клима
| Клима (Канкун)             | Клима (Канкун) | Клима (Канкун) | Клима (Канкун) | Клима (Канкун) | Клима (Канкун) | Клима (Канкун) | Клима (Канкун) | Клима (Канкун) | Клима (Канкун) | Клима (Канкун) | Клима (Канкун) | Клима (Канкун) | Клима (Канкун) |
| Показатељ \ Месец          | .Јан.          | .Феб.          | .Мар.          | .Апр.          | .Мај.          | .Јун.          | .Јул.          | .Авг.          | .Сеп.          | .Окт.          | .Нов.          | .Дец.          | .Год.          |
| -------------------------- | -------------- | -------------- | -------------- | -------------- | -------------- | -------------- | -------------- | -------------- | -------------- | -------------- | -------------- | -------------- | -------------- |
| Просек, °C (°F)            | 23 (73)        | 24 (75)        | 26 (79)        | 27 (81)        | 28 (82)        | 29 (84)        | 29 (84)        | 29 (84)        | 28 (82)        | 27 (81)        | 26 (79)        | 24 (75)        | 26,7 (80,1)    |
| Количина падавина, mm (in) | 81 (31,9)      | 25 (9,8)       | 30 (11,8)      | 36 (14,2)      | 104 (40,9)     | 185 (72,8)     | 124 (48,8)     | 97 (38,2)      | 119 (46,9)     | 188 (74)       | 104 (40,9)     | 104 (40,9)     | 1,197 (471,3)  |
| [ тражи се извор ]         |                |                |                |                |                |                |                |                |                |                |                |                |                |

## Становништво
Према подацима са пописа становништва из 2010. године, град је имао 628.306 становника.
| 1990.   | 1995.   | 2000.   | 2005.   | 2010.   |
| ------- | ------- | ------- | ------- | ------- |
| 167.730 | 297.183 | 397.191 | 526.701 | 628.306 |

## Туризам
У Канкуну постоји око 140 хотела са око 24.000 соба.
Годишње у њега стигне око 4 милиона посетилаца, са у просеку око 190 летова сваког дана.
Већина хотела је смештена у хотелској зони, тј. спруду дужине око 20 km, у облику цифре 7 и који је мостовима повезан са копном.
Максималне дневне температуре у Канкуну се крећу од 26 степени у јануару, до 32 у јуну.
Просечне ноћне температуре су од 18 до 25 °C.
У Канкуну постоји неколико (релативно) мањих остатака цивилизације Маја.
У самој хотелској зони налазе се рушевине Ел Реј.
Око 240 km од града налази се чувено археолошко налазиште Чичен Ица које се налази под заштитом УНЕСКО-а.

## Партнерски градови
- Мајами
- Комптон
- Мар дел Плата
- Темишвар
- Гранадиља де Абона
- Пуебла
- Чекано
- Ибиза
- Вичита
- Хангџоу
- Антигва Гватемала
- Варадеро
- Мишон
- Оахака
- Фар
- Пунта дел Есте
- Тлакепаке
- Sanya
- Таско де Аларкон
- Тихуана
- Valle de Bravo